# Hju Makol
Hju Makkol (1831–1909) bio je škotski matematičar, logičar i pisac.

## Život
Makkol je bio najmlađi sin u porodici, koja je živela na Škotskom visočju i govorila polu-gelskim jezikom. Hjuov otac umro još dok je on bio beba i Hju je stekao obrazovanje zahvaljujući svom starijem bratu Malkolmu Makkolu, episkopu, prijatelju i političkom savezniku Vilijam Evart Gladstona. Malkolm Makkol je ubedio Gladstona da obezbedi sredstva za školovanje njegovog mlađeg brata na Oksfordu. Uslov je bio da Hju uzme učinka u crkvenoj zajednici. Hju Makkol je odbio da ispuni ovaj uslov i nikada nije završio fakultet, što je možda i ograničilo njegov doprinos filozofiji i sigurno ga sprečilo da dobije formalno poziciju profesora. Posle nekoliko godina rada po različitim oblastima Velike Britanije, Makkol se preselio u Bulonj na Moru, Francuska, gde je razvio najveći deo svog rada i postao francuski građanin. Makkoll nije bio nejasan, za vreme svog rada. Bio je dugoročni saradnik Educational Times-a. Njegovi korespondenti bili su logičari Vilijam Stеnli Џеvons i Čarls Sanders Pers. Takođe je vodio štampanu raspravu sa mladim Bertrandом Raselom, i recenzirao Universal Algebra for Mind magazin Alfred Nort Vajthedа, 1898. 

## Delo
Poznat je za svoja tri glavna postignuća:
Tokom 1877-1979, dok je rešavao problem koji uključuje integraciju, objavio je četvorodelni članak u kom je utvrdio prvu varijantu iskaznog računa, nazivajući ga kalkulus ekvivalentnih izjava. Kasnije je objavio 11 članaka, u periodu od 1880 do 1908, u časopisu Mind i tekst sa namerom da privuče pažnju filozofa. 
Klarens Irving Luis dao je zasluge Makkolu, jer je doprineo razvoju Luisove modalne logike svojim radom o implementacijama. Hju Makkol je objavio dva romana, Mr. Stranger's Sealed Packet (1889), koji govori o putovanju na Mars i utopijskom marsovskom društvu i Ednor Whitlock (1891), koji se bavi krizom vere pozodom izlaganja novih naučnih ideja. Iako opisani od strane kritičara kao 'najbolje ostaviti nepročitano' romani otkrivaju društvene i moralne vrednosti kojima je autor dao potpun izraz 1909. objavom Man's Origin, Destiny i Duty. 

## Nasleđe
Trenutno se vodi dugoročni Makkol Projekat, zajednički poduhvat Grejfsvald univerziteta u Nemačkoj i Univerziteta Osla, koji namerava da objavi kritiku na njegove radove. Pored toga, grupa logičara na Univerzitetu u Lilu (Francuska) razvija njegovu ideju za dinamiku slobodne logike. U decembarskom izdanju, 1999, časopisa Nordic Journal of Philosophical Logic objavljen je zapisnik sa konferencije iz 1998. godine posvećene Makkolu.

## Spoljašnje veze
- Hju Makol на сајту Internet Archive (језик: енглески)
- Special Hugh MacColl issue of the Nordic Journal of Philosophical Logic (Vol. 3 no. 1)
- "Symbolic logic and its applications" By Hugh MacColl, full .PDF on Google Books.